# Seven Sudamericano Femenino 2007
El Seven Sudamericano Femenino del 2007 se disputó en Viña del Mar, Chile y fue la primera en organizarse junto al Seven Masculino que también organiza la confederación sudamericana y particularmente este año la federación chilena.
Se eligió al balneario de Reñaca en Viña del Mar, Chile para celebrar dichos certámenes, los partidos se llevaron a cabo en las instalaciones del Colegio The Mackay School (Vicuña Mackenna 700).

## Equipos participantes
- Selección femenina de rugby 7 de Argentina (Las Pumas)
- Selección femenina de rugby 7 de Brasil (Las Vitória-régia)
- Selección femenina de rugby 7 de Chile (Las Cóndores)
- Selección femenina de rugby 7 de Colombia (Las Tucanes)
- Selección femenina de rugby 7 de Perú
- Selección femenina de rugby 7 de Uruguay (Las Teras)
- Selección femenina de rugby 7 de Venezuela (Las Orquídeas)

Se conformó un equipo con jugadoras chilenas por la ausencia de Paraguay
- Invitación VII

## Clasificación[4]

### Grupo A

#### Posiciones
| Pos. | Equipo    | Encuentros | Encuentros | Encuentros | Encuentros | Tantos  | Tantos    | Tantos     | Puntos |
| Pos. | Equipo    | jugados    | ganados    | empatados  | perdidos   | a favor | en contra | diferencia | Puntos |
| ---- | --------- | ---------- | ---------- | ---------- | ---------- | ------- | --------- | ---------- | ------ |
| 1    | Brasil    | 3          | 3          | 0          | 0          | 104     | 0         | + 104      | 9      |
| 2    | Venezuela | 3          | 2          | 0          | 1          | 84      | 10        | + 74       | 6      |
| 3    | Chile     | 3          | 1          | 0          | 2          | 45      | 46        | - 1        | 3      |
| 4    | Perú      | 3          | 0          | 0          | 3          | 0       | 177       | - 177      | 0      |

Nota: Se otorgan 3 puntos al equipo que gane un partido, 1 al que empate y 0 al que pierda
|  | Clasificados a Semifinales de Oro |

|  | Clasificados a Semifinales de Bronce |

#### Resultados
| 12 de enero 15:40 | Brasil | 70 - 0 | Perú | cancha del The Mackay School, Viña del Mar, Chile |  |

| 12 de enero 17:00 | Venezuela | 22 - 0 | Chile | cancha del The Mackay School, Viña del Mar, Chile |  |

| 12 de enero 18:20 | Brasil | 24 - 0 | Chile | cancha del The Mackay School, Viña del Mar, Chile |  |

| 12 de enero 19:40 | Venezuela | 62 - 0 | Perú | cancha del The Mackay School, Viña del Mar, Chile |  |

| 12 de enero 21:20 | Chile | 45 - 0 | Perú | cancha del The Mackay School, Viña del Mar, Chile |  |

| 12 de enero 22:40 | Brasil | 10 - 0 | Venezuela | cancha del The Mackay School, Viña del Mar, Chile |  |

### Grupo B

#### Posiciones
| Pos. | Equipo         | Encuentros | Encuentros | Encuentros | Encuentros | Tantos  | Tantos    | Tantos     | Puntos |
| Pos. | Equipo         | jugados    | ganados    | empatados  | perdidos   | a favor | en contra | diferencia | Puntos |
| ---- | -------------- | ---------- | ---------- | ---------- | ---------- | ------- | --------- | ---------- | ------ |
| 1    | Colombia       | 3          | 3          | 0          | 0          | 69      | 22        | + 47       | 9      |
| 2    | Argentina      | 3          | 2          | 0          | 1          | 68      | 19        | + 49       | 6      |
| 3    | Uruguay        | 3          | 1          | 0          | 2          | 38      | 64        | - 26       | 3      |
| 4    | Invitación VII | 3          | 0          | 0          | 3          | 10      | 80        | - 70       | 0      |

Nota: Se otorgan 3 puntos al equipo que gane un partido, 1 al que empate y 0 al que pierda
|  | Clasificados a Semifinales de Oro |

|  | Clasificados a Semifinales de Bronce |

#### Resultados
| 12 de enero 16:20 | Argentina | 32 - 0 | Invitación VII | cancha del The Mackay School, Viña del Mar, Chile |  |

| 12 de enero 17:40 | Colombia | 33 - 7 | Uruguay | cancha del The Mackay School, Viña del Mar, Chile |  |

| 12 de enero 19:00 | Argentina | 26 - 7 | Uruguay | cancha del The Mackay School, Viña del Mar, Chile |  |

| 12 de enero 20:20 | Colombia | 24 - 5 | Invitación VII | cancha del The Mackay School, Viña del Mar, Chile |  |

| 12 de enero 22:00 | Uruguay | 24 - 5 | Invitación VII | cancha del The Mackay School, Viña del Mar, Chile |  |

| 12 de enero 23:20 | Argentina | 10 - 12 | Colombia | cancha del The Mackay School, Viña del Mar, Chile |  |

## Play-off

### Semifinales

#### Semifinales de Bronce
| 13 de enero 15:10 | Chile | 48 - 0 | Invitación VII | cancha del The Mackay School, Viña del Mar, Chile |  |

| 13 de enero 15:50 | Uruguay | 36 - 0 | Perú | cancha del The Mackay School, Viña del Mar, Chile |  |

#### Semifinales de Oro
| 13 de enero 16:30 | Brasil | 26 - 0 | Argentina | cancha del The Mackay School, Viña del Mar, Chile |  |

| 13 de enero 17:10 | Colombia | 28 - 17 | Venezuela | cancha del The Mackay School, Viña del Mar, Chile |  |

### Finales

#### 7º puesto
| 13 de enero 20:20 | Invitación VII | 5 - 10 | Perú | cancha del The Mackay School, Viña del Mar, Chile |  |

#### Final de Bronce
| 13 de enero 21:00 | Chile | 12 - 5 | Uruguay | cancha del The Mackay School, Viña del Mar, Chile |  |

#### Final de Plata
| 13 de enero 21:40 | Argentina | 7 - 17 | Venezuela | cancha del The Mackay School, Viña del Mar, Chile |  |

#### Final de Oro
| 13 de enero 22:20 | Brasil | 27 - 0 | Colombia | cancha del The Mackay School, Viña del Mar, Chile |  |

| Bandera de Brasil |
| Campeón Brasil    |
| Tercer título     |

## Posiciones finales
| Posición | Selección      |
| -------- | -------------- |
| 1        | Brasil         |
| 2        | Colombia       |
| 3        | Venezuela      |
| 4        | Argentina      |
| 5        | Chile          |
| 6        | Uruguay        |
| 7        | Perú           |
| 8        | Invitación VII |